# Saint-Brice (Orne)
 Saint-Brice  es una población y comuna francesa, situada en la región de Baja Normandía, departamento de Orne, en el distrito de Alençon y cantón de Domfront.
Existe otra comuna en el mismo departamento de Orne llamada Saint-Brice-sous-Rânes.

## Demografía
| 167 | 136 | 128 | 156 | 203 | 173 |
| Para los censos de 1962 a 1999 la población legal corresponde a la población sin duplicidades (Fuente: INSEE [Consultar]) |     |     |     |     |     |